# Dysstroma swetti
Dysstroma swetti är en fjärilsart som beskrevs av Frederick Frost Blackman 1920. Dysstroma swetti ingår i släktet Dysstroma och familjen mätare. Inga underarter finns listade i Catalogue of Life.